# フェロ子午線

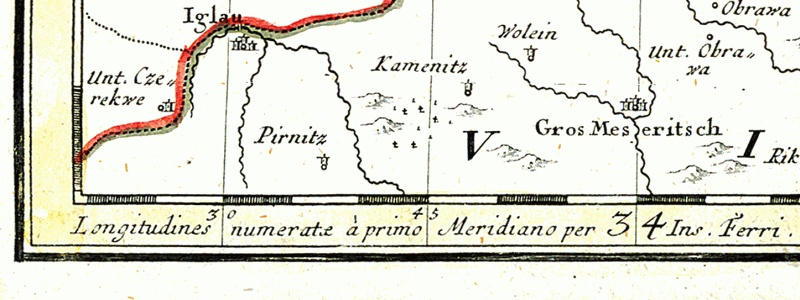
上シレジアの地図（1746年）の一部。ラテン語でLongitudines numeratæ à primo Meridiano per Ins(ulam) Ferri（経度の数値はフェロ島を通る本初子午線による）と書かれている。

フェロ子午線（フェロしごせん）とは、カナリア諸島エル・イエロ島（フェロ島）を通る子午線である。（イギリス帝国以外の）ヨーロッパの歴史上、この子午線は本初子午線（経度0度線）として扱われてきた。
2世紀にはすでに、プトレマイオスが、当時知られていた世界の西の端を経度0度として、経度が正の値のみ（つまり、それより東のみ）の地図を作成していた。
1634年、ルイ13世と宰相リシュリューが統治するフランスは、フェロ島を通るフェロ子午線を地図の基準子午線とすることを決定した。これは、フェロ島が旧世界の西の端と考えられていたためである。アゾレス諸島はフェロ島よりも西にあるが、アゾレス諸島をヨーロッパ人が発見したのは1427年のことであり、旧世界の一部という認識はなかった。当時はパリを通るパリ子午線との差がちょうど20度であると考えられていた。
（イギリス・アメリカを除く）西洋の古い地図では、図幅の上にパリ経度が、図幅の下に（パリ経度を20度西にずらした）フェロ経度が書かれていた。後に、フェロ島とパリとの経度差は正確には20度23分9秒であることが判明したが、それ以降もフェロ経度はパリ経度を20度西にずらしたものと定義された。

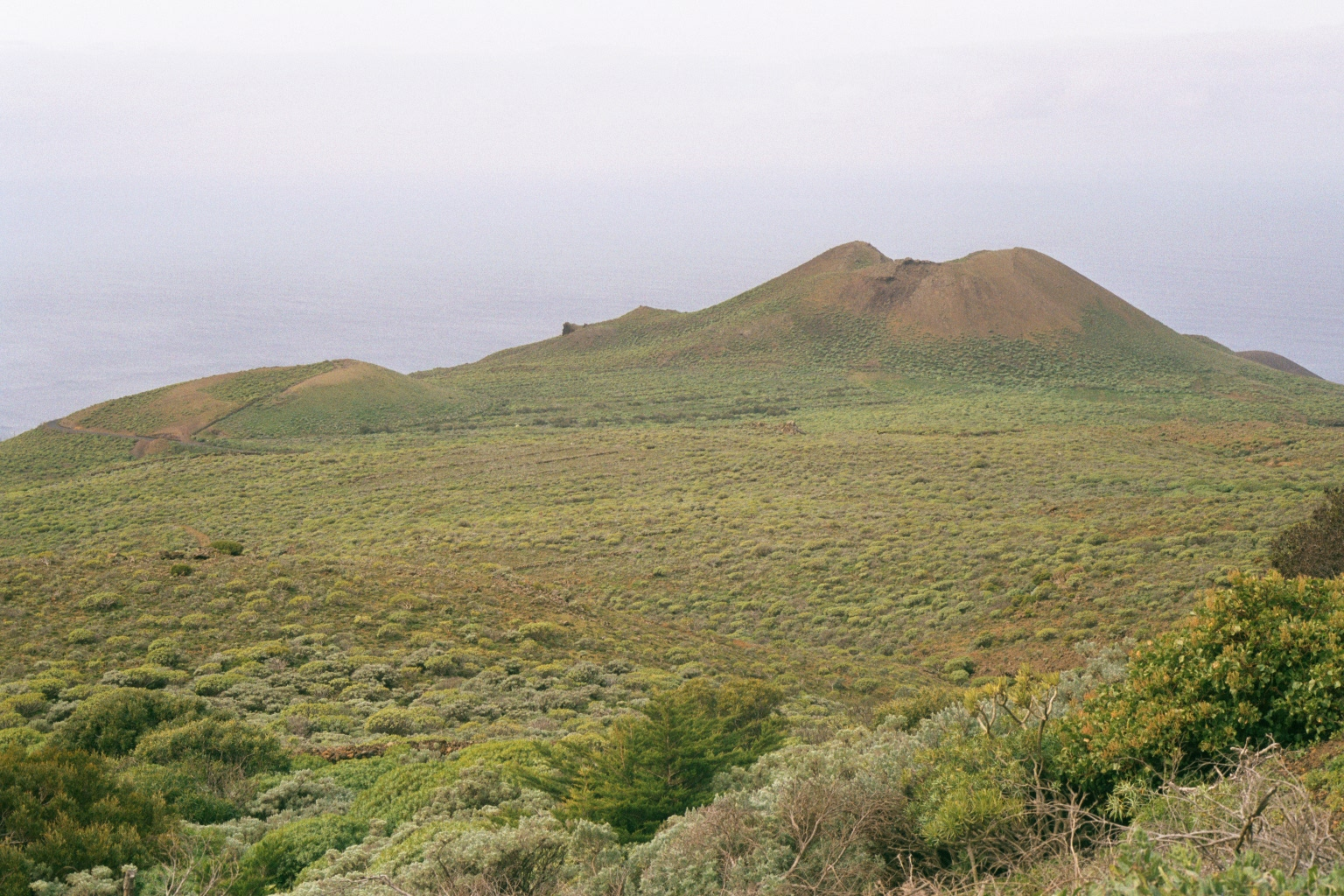
エル・イエロ島の西端は、長い間「ヨーロッパ人が知っている世界」の端と考えられていた。

1890年頃、カール・テオドール・アルブレヒトによりヨーロッパの座標が調整されて、フェロ子午線はグリニッジ子午線基準で西経17度39分46.02秒となった。しかし、オーストリア、ドイツ、チェコスロバキアの測地網では、1920年に西経17度40分00秒という値が採用された。これは、実用性という理由もあったが、ベルリン・ラウエンベルクの三角点の座標を13.39秒計算間違いしていたことが判明したのが原因であった。